# Andrew Linzey

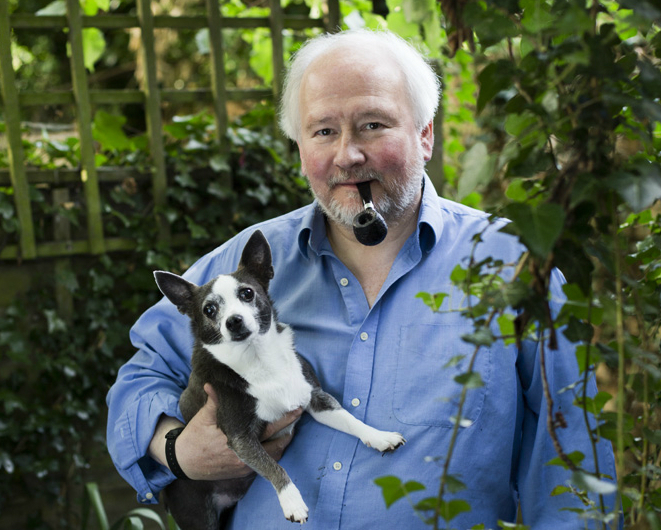
Andrew Linzey mit seinem Hund (2015)

Andrew Linzey (* 2. Februar 1952) ist ein britischer anglikanischer Priester, Theologe, Autor und eine führende Persönlichkeit in der christlich-vegetarischen Bewegung. Er ist Mitglied der Theologischen Fakultät der Universität Oxford und hatte die weltweit erste akademische Stelle in Ethik, Theologie und artgerechter Tierhaltung inne, das Bede Jarret Senior Research Fellowship an der Blackfriars Hall der Universität Oxford.
Linzey ist Gründer und Direktor des Oxford Center for Animal Ethics, eines unabhängigen Forschungszentrums, das im November 2006 eröffnet wurde, um die Erforschung der Tierethik und die Auseinandersetzung mit ihr zu fördern. Er ist Autor von Büchern über Tierrechte, darunter: Animal Rights: A Christian Perspective (1976), Christianity and the Rights of Animals (1987), Animal Theology (1994) und Why Animal Suffering Matters: Philosophy, Theology, and Practical Ethics (2009). Er ist außerdem der Herausgeber einer wissenschaftlichen Zeitschrift, des Journal of Animal Ethics, das gemeinsam vom Oxford Center und der University of Illinois herausgegeben wird. Zudem ist er gemeinsam mit Priscilla Cohn Serienherausgeber der Palgrave Macmillan Animal Ethics Series.

## Wirken
Linzey hat mehr als 180 Artikel und zwanzig Monographien zu theologischen und ethischen Fragen verfasst oder herausgegeben. Er hielt in Europa und den Vereinigten Staaten Vorträge. Sein Werk Animal Theology wurde ins Italienische, Spanische, Japanische und Französische übersetzt.
Folgende Aussage Linzeys wird häufig zitiert: "Tiere sind Gottes Geschöpfe und weder menschliches Eigentum noch Hilfsmittel, Rohstoffe oder Waren, sondern wertvolle Wesen vor Gott. [...] Christen, deren Augen auf die schreckliche Kreuzigung gerichtet sind, sind in einer besonderes Position, um den Schrecken unschuldigen Leidens zu verstehen. Das Kreuz Christi ist Gottes absolute Identifikation mit den Schwachen, den Machtlosen und den Verletzlichen, aber vor allem mit ungeschütztem, unschuldigem Leiden." Linzey sagte auch: "Die Christen sind nicht viel weiter gekommen, als zu glauben, dass die ganze Welt für uns geschaffen wurde, mit dem Ergebnis, dass Tiere nur instrumentell als Objekte, Maschinen, Werkzeuge und Waren bzw. Rohstoffe statt als Mitgeschöpfe angesehen werden". Er fordert die Eintragung von Tierquälern in ein Register, damit diesen die Haltung von oder die Arbeit mit Tieren untersagt werden kann.

## Auszeichnungen und Ehrungen
1990 wurde er mit der Peaceable Kingdom Medal für herausragende Arbeiten auf dem Gebiet einer Theologie zu Tieren ausgezeichnet. Im Juni 2001 wurde er von George Leonard Carey, dem Erzbischof von Canterbury, mit dem Titel Doctor of Divinity in Anerkennung seiner „einzigartigen und gewaltigen Pionierarbeit auf dem Gebiet der Theologie der Schöpfung unter besonderer Berücksichtigung der Rechte und des Wohlergehens von Gottes Lebewesen“ ausgezeichnet. Diese Auszeichnung wurde dabei zum ersten Mal für Arbeiten über Tiere vergeben. 2006 wurde Linzey in Anerkennung seiner Rolle bei der Gründung des Oxford Center für Tierethik zum Henry-Bergh-Professor für Tierethik an der Graduate Theological Foundation in den USA ernannt, der ersten derartigen Professur dieser Art weltweit.

## Ausgewählte Werke

### Autor
- Animal Rights: A Christian Perspective (London: SCM Press, 1976)
- Christianity and the Rights of Animals (London: SPCK and New York: Crossroad, 1987 and 1989)
- Animal Theology (London: SCM Press and Chicago: University of Illinois Press, 1994 and 1996)
- with Dan Cohn-Sherbok. After Noah: Animals and the Liberation of Theology (London: Mowbray, now Continuum, 1997)
- Animal Gospel: The Christian Defense of Animals (Hodder & Stoughton Religious, 1998), ISBN 0-340-62150-8
- Animal Gospel: Christian Faith as If Animals Mattered (London: Hodder and Stoughton, and Louisville, Kentucky: Westminster/John Knox Press, 1999 and 2000)
- Animal Rites: Liturgies of Animal Care (London: SCM Press and Cleveland: Ohio: The Pilgrim Press, 1999 and 2001)
- Creatures of the Same God: Explorations in Animal Theology (New York: Lantern Books, 2009). ISBN 978-1-59056-142-3
- Why Animal Suffering Matters: Philosophy, Theology, and Practical Ethics (Oxford University Press, 2009). ISBN 978-0-19-537977-8

### Herausgeber
- mit Tom Regan. Song of Creation: An Anthology of Poems in Praise of Animals (London: Marshall Pickering 1988)
- mit Tom Regan. Animals and Christianity: A Book of Readings (London: SPCK and New York: Crossroad, 1989 and 1990)
- mit P.A.B. Clarke. Political Theory and Animal Rights (London: Pluto Press, 1990)
- The Animal World Encyclopaedia (Kingsley Media, 2005)
- mit Peter Wexler. Fundamentalism and Tolerance (Canterbury Papers) Bellew Publishing, 1991, ISBN 0-947792-74-0
- Dictionary of Ethics, Theology and Society (Routledge, 1995)
- mit Dorothy Yamamoto. Animals on the Agenda: Questions about Animals for Theology and Ethics (London: SCM Press and Chicago: University of Illinois Press, 1998 and 1999)
- Gays and the Future of Anglicanism: Responses to the Windsor Report (O Books, 2005) ISBN 1-905047-38-X
- mit Paul Barry Clarke. Animal Rights: A Historical Anthology (Columbia University Press, 2005) ISBN 0-231-13420-7
- The Global Guide to Animal Protection (University of Illinois Press, 2013), Vorwort von Desmond Tutu, ISBN 978-0-252-07919-1